# Bilohoriwka
Bilohoriwka (ukrainisch Білогорівка; russisch Белогоровка/Belogorowka) ist eine Siedlung städtischen Typs im Osten der Ukraine mit etwa 1000 Einwohnern.

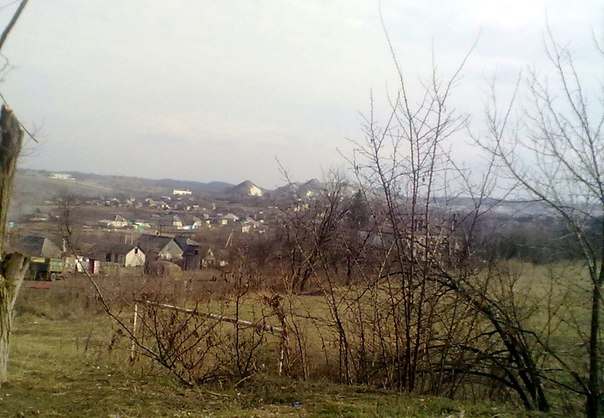
Blick auf den Ort

## Geographie
Der Ort in der Oblast Luhansk liegt am Südufer des Siwerskyj Donez, etwa 34 Kilometer nördlich der ehemaligen Rajonshauptstadt Popasna und 86 Kilometer nordwestlich der Oblasthauptstadt Luhansk gelegen.

## Geschichte
Der Ort wurde 1720 zum ersten Mal schriftlich erwähnt, seit 1958 hat er den Status einer Siedlung städtischen Typs.
Am 12. Juni 2020 wurde die Siedlung ein Teil der neugegründeten Stadtgemeinde Lyssytschansk, bis dahin bildete sie zusammen mit den Dörfern Schypyliwka (Шипилівка), Solotariwka (Золотарівка) und Werchnjokamjanka (Верхньокам'янка) die gleichnamige Siedlungsratsgemeinde Bilohoriwka (Білогорівська селищна рада/Bilohoriwska selyschtschna rada) im Norden des Rajons Popasna.
Seit dem 17. Juli 2020 ist sie ein Teil des Rajons Sjewjerodonezk.
Während des Russischen Überfalls auf die Ukraine 2022 wurde am 8. Mai die Dorfschule von einem Luftangriff getroffen, wo etwa 90 Zivilisten Zuflucht gesucht hatten. Am 10. Mai versuchte die russische Armee mit zwei Bataillonen bei Bilohoriwka den Fluss Siwerskyj Donez auf Pontonbrücken zu überqueren und erlitt dabei durch ukrainischen Artilleriebeschuss eine empfindliche Niederlage. Während anfänglich von etwa 50–70 zerstörten Fahrzeugen und einer unbekannten Zahl getöteter Soldaten berichtet wurde, gab der Gouverneur der Oblast Luhansk, Serhij Hajdaj, am 16. Mai an, dass die russischen Einheiten weitgehend aufgerieben worden wären und die Verluste sich auf fast 1000 Soldaten und knapp 100 Fahrzeuge belaufen würden. Im September desselben Jahres erklärte Hajdaj, dass die Stadt aufgrund andauernder russischer Artillerieangriffe „dem Erdboden gleichgemacht“ wurde.